# 納撒尼爾·科爾曼
納撒尼爾·科爾曼（英語：Nathaniel Coleman，1997年1月1日—）是一名美國男子運動攀登運動員。他曾經獲得2015年攀岩世界盃多倫多站、韋爾站抱石賽銀牌以及2016年世界大學攀岩錦標賽男子抱石賽銀牌。

## 外部連結
- IFSC （页面存档备份，存于） （英文）
- 納撒尼爾·科爾曼的Facebook專頁
- 納撒尼爾·科爾曼的Instagram帳戶